# アパメイアの和約
アパメイアの和約（アパメイアのわやく、紀元前188年）は、共和政ローマとセレウコス朝シリアとの間で締結された、ローマ・シリア戦争の講和条約である。講和条約はセレウコス朝の四大都市の一つアパメイアにおいて締結された。

## 概要
紀元前188年に講和条約が締結された。
講和条約において、シリアは領土についてはタウロス以西のアジアを放棄、賠償金をローマに支払った。更に、軍艦は10隻に制限され、象軍は保有できず、人質を出すことになった。シリアが放棄した地域については、ローマに従属させられた。
以降、シリアは消耗していく事となった。